# Mussaenda scratchleyi
Mussaenda scratchleyi är en måreväxtart som beskrevs av Herbert Fuller Wernham. Mussaenda scratchleyi ingår i släktet Mussaenda och familjen måreväxter. Inga underarter finns listade i Catalogue of Life.